# Çaltıkoru, Bergama
Çaltıkoru là một xã thuộc huyện Bergama, tỉnh İzmir, Thổ Nhĩ Kỳ. Dân số thời điểm năm 2010 là 72 người.